# 内容控制软件

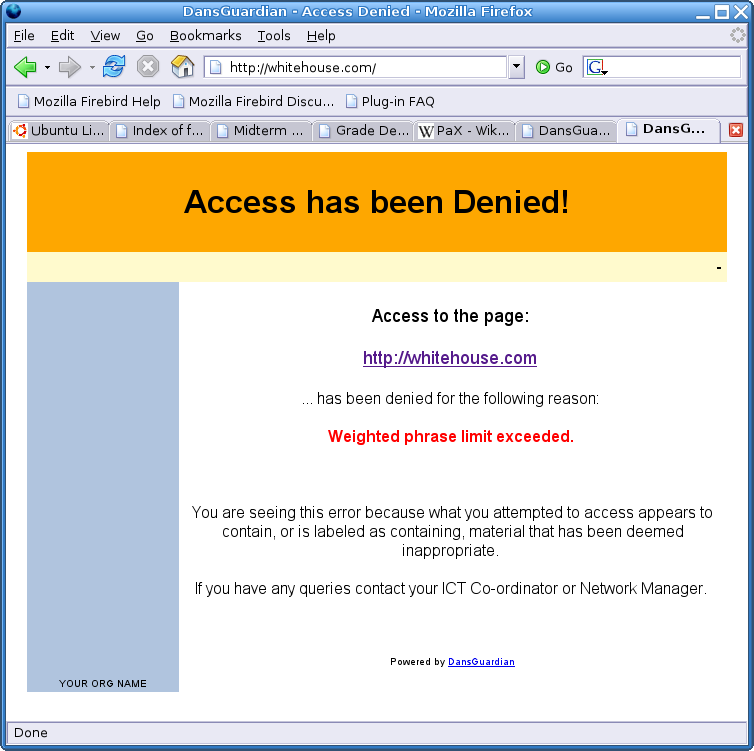
DansGuardian正在阻止用户访问whitehouse.com.

内容控制软件是指一种旨在限制或控制用户被授权访问的内容的软件，经常被用于那些在互联网上通过网络、电子邮件或其他形式进行传播的受限内容。内容控制软件能够控制什么样的内容可被展示给用户，什么不可以。
这些限制可以应用在不同的级别上：政府可以试图将它们应用在全国范围内（见互联网审查），雇主也可以通过控制互联网服务供应商的方式将其应用在自己的雇员身上，学校可以将其应用在学生身上，图书馆将其应用在访客上，父母将其应用在自己孩子的电脑上，或者一个用户用在他／她自己的电脑上。
这么做的动机往往是阻止访问那些令计算机的主人认为很反感的内容。这种审查的机制在未经用户同意实施时，就可定性为一种互联网审查机制。一些内容控制软件拥有时间控制功能，使父母能够控制孩子可能花在上网或者其他使用电脑的时间。
在一些国家，这种软件是无处不在的。在古巴，如果用户在一个政府控制的网吧中输入特定的字词，文字处理程序或浏览器就会自动关闭，并打出“国家安全”的警告。

## 引用
1. ↑   (PDF). Reporters Without Borders. 2006  [2017-03-19]. （原始内容存档 (PDF)于2019-08-02）.